# Korowód (film)
Korowód – polski dramat obyczajowy z 2007 roku w reżyserii Jerzego Stuhra. Zdjęcia do filmu kręcono w Warszawie, Krakowie, Rzeszowie, w Bieszczadach i na Majorce.

## Obsada aktorska
- Kamil Maćkowiak – Bartek Wilkosz
- Karolina Gorczyca – Kasia Darska
- Katarzyna Maciąg – Ula Dębska
- Jan Frycz – profesor Zdzisław Dąbrowski
- Aleksandra Konieczna – Irena Dąbrowska, żona Zdzisława
- Maciej Stuhr – Tomek
- Matylda Baczyńska – Marynia Dąbrowska, córka Ireny i Zdzisława
- Zbigniew Ruciński – Adam
- Jerzy Stuhr – rektor
- Wiesław Wójcik – chłop
- Karolina Chapko – Agata
- Piotr Warszawski – asystent na uczelni
- Andrzej Franczyk – mężczyzna na dworcu
- Olga Bołądź – Dorota
- Karol Stępkowski

## Nagrody
32. Festiwal Polskich Filmów Fabularnych w Gdyni:
- nagroda za scenariusz – Jerzy Stuhr

Polskie Nagrody Filmowe – Orły 2008:
- nominacja za muzykę – Paweł Szymański
- nominacje za montaż – Elżbieta Kurkowska
- nominacja za drugoplanową rolę męską – Jan Frycz